# Opel Kapitän/Admiral/Diplomat B
L'Opel Kapitän/Admiral/Diplomat B, également connus sous le nom de KAD B, est une série de modèles construits de mars 1969 à juillet 1977. Selon certains auteurs, il s'agit des derniers modèles de luxe de la marque automobile Opel, qui appartient à l'époque au groupe automobile américain General Motors (GM), ce qu'Adam Opel AG lui-même voit différemment,.
Les berlines tricorps exclusivement quatre portes sont disponibles avec des moteurs essence six cylindres en ligne ou V8 d'une puissance de 95 à 169 kW (129 à 230 ch).

## Historique du modèle

### Général
Comme pour la précédente gamme KAD A, tous les modèles de la gamme KAD B ont la même forme de carrosserie. Jusqu'en mai 1970, le modèle le plus simplement équipé est la Kapitän - comme dans la gamme KAD A. L'Admiral est la version intermédiaire. Opel a également fourni au modèle haut de gamme Diplomat le moteur V8 de la société sœur Chevrolet.
Les nouvelles voitures sont quelques centimètres plus courtes et plus étroites que celles de la gamme KAD A. La carrosserie est lisse et massive. Même si elle est plus européenne que la gamme précédente, les influences américaines sont toujours indéniables, ce qui n'a pas trouvé la réponse souhaitée parmi les acheteurs potentiels en Allemagne et en Europe. La Kapitän et l'Admiral conservent les larges phares rectangulaires dans la calandre, tandis que la Diplomat reçoit des phares au format vertical. Dans le style de la Mercedes W 111, les clignotants sont situés derrière des lentilles à peu près carrées et incurvées et les phares étaient légèrement allongées dans les ailes. Les feux arrière de la Diplomat sont également plus petits et plus étroits que ceux des deux autres modèles. Toutes sont équipées d'essuie-glaces encastrés.
Le moteur six cylindres en ligne de 2,8 litres connait une légère augmentation de ses performances grâce à des modifications apportées au carburateur et au système d'échappement. Des poussoirs hydrauliques sont également nouveaux. De plus, un système d'injection, développé en collaboration avec Bosch, est désormais disponible en option pour ce moteur. Tous les modèles KAD B reçoivent un essieu De Dion complexe et coûteux. Même si cette conception pese environ 20 kg de plus qu'un simple essieu rigide, les masses non suspendues étaient inférieures. Cela devait garantir un bon guidage des roues avec une suspension légèrement réactive. Sur demande, les trois modèles peuvent être équipés d'un contrôle de niveau pneumatique, qui augmente la charge de remorquage autorisée à 2 000 kg. Outre les zones de déformation et l'habitacle stable et généreusement habillé, l'équipement de sécurité comprend également une colonne de direction de sécurité et un système de freinage à double circuit avec freins à disque à l'avant, servofrein et limiteur de force de freinage en fonction de la charge.
Cette gamme est également l'une des premières en Allemagne sur laquelle d'importantes parties de la carrosserie sont galvanisées, ce qui vise à améliorer la protection contre la corrosion.

### Kapitän B (1969-1970)
La puissance nominale du moteur six cylindres en ligne de 2,8 litres des modèles KAD A est de 97 kW (132 ch) lorsqu'il est équipé d'un seul carburateur à registre et de 107 kW (145 ch) dans la version avec deux carburateurs à registre.
La Kapitän, qui est équipé très simplement, notamment à l'intérieur, est abandonnée en mai 1970. Cela signifie qu'un nom utilisé depuis 1938 disparait de la gamme des modèles Opel.

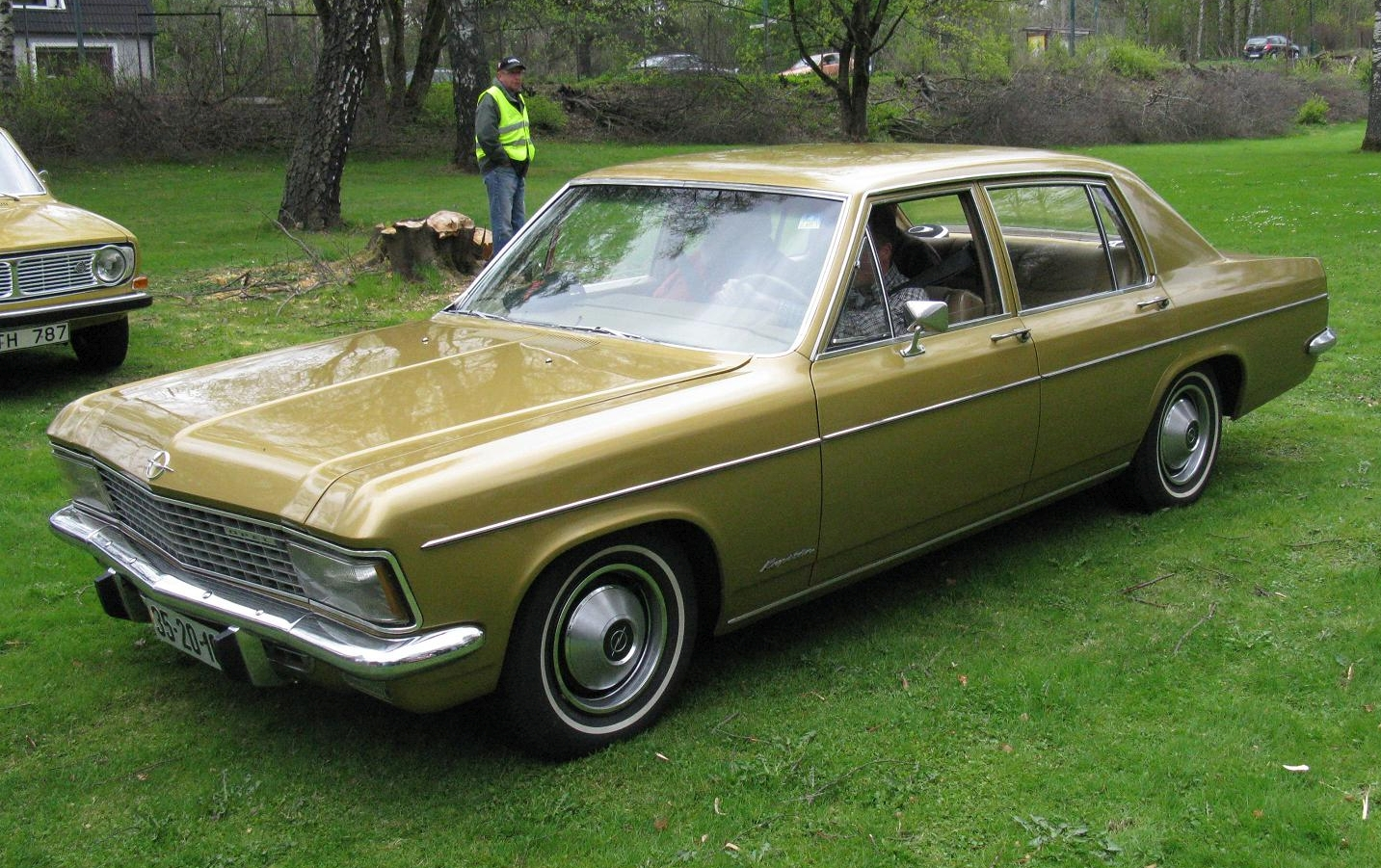
Opel Kapitän (1969–1970)
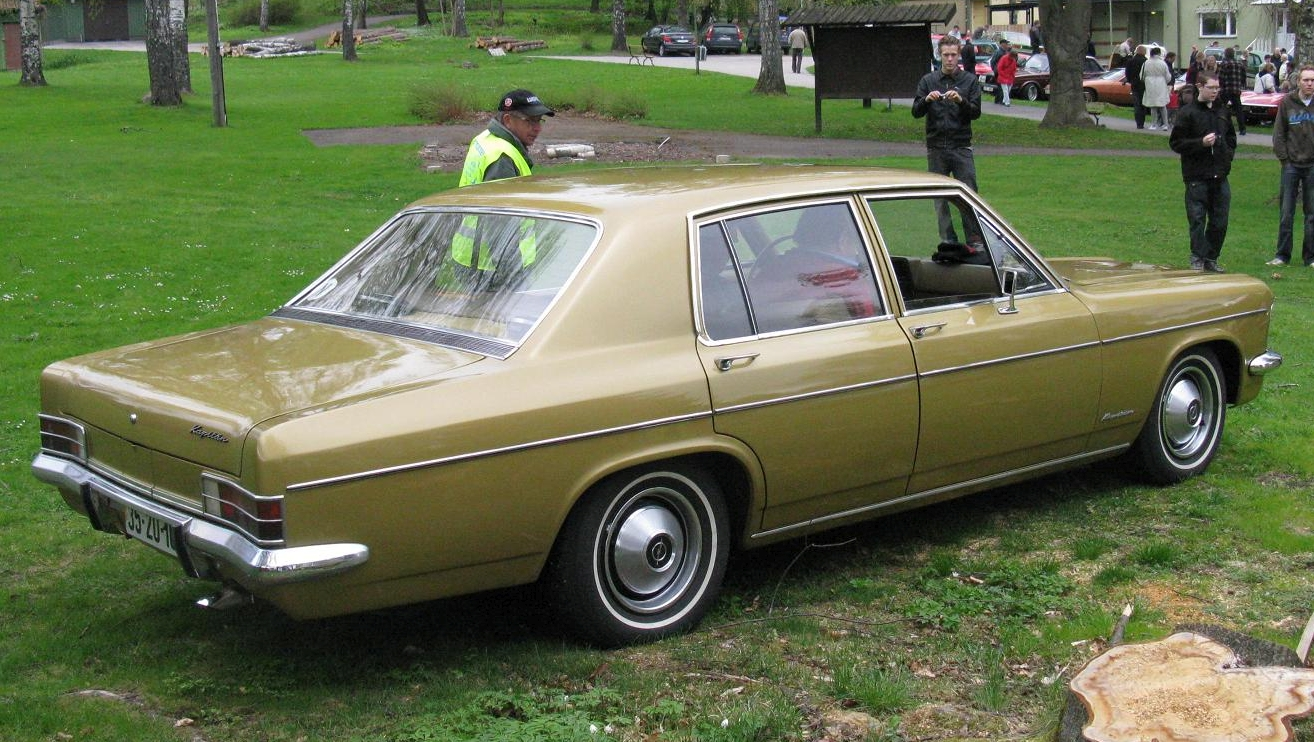
Vue arrière

### Admiral B (1969-1976)
Comme sa prédécesseuse, l'Admiral B est le niveau de finition intermédiaire de la gamme KAD B. Elle est désormais également disponible avec le système d'injection dans le collecteur d'admission D-Jetronic de Bosch, avec lequel elle produit 121 kW (165 ch) avec une cylindrée de 2,8 litres.
En septembre 1972, Opel retouche la calandre de l'Admiral avec des nervures horizontales et l'emblème Opel. En avril 1976, le tableau de bord est révisé (avec instruments antiéblouissants, volant à quatre branches et disposition modifiée des commutateurs).
L'Admiral reste dans la gamme sous les noms 2.8 S, 2.8 H et 2.8 E avec transmission automatique et direction assistée jusqu'en avril 1976. Les deux versions plus puissantes sont ensuite renommées Diplomat.
D'avril 1976 jusqu'à la fin de la production en juillet 1977, seule la 2.8 S à carburateur de 95 kW (129 ch) reste dans la gamme sous le nom d'Admiral.

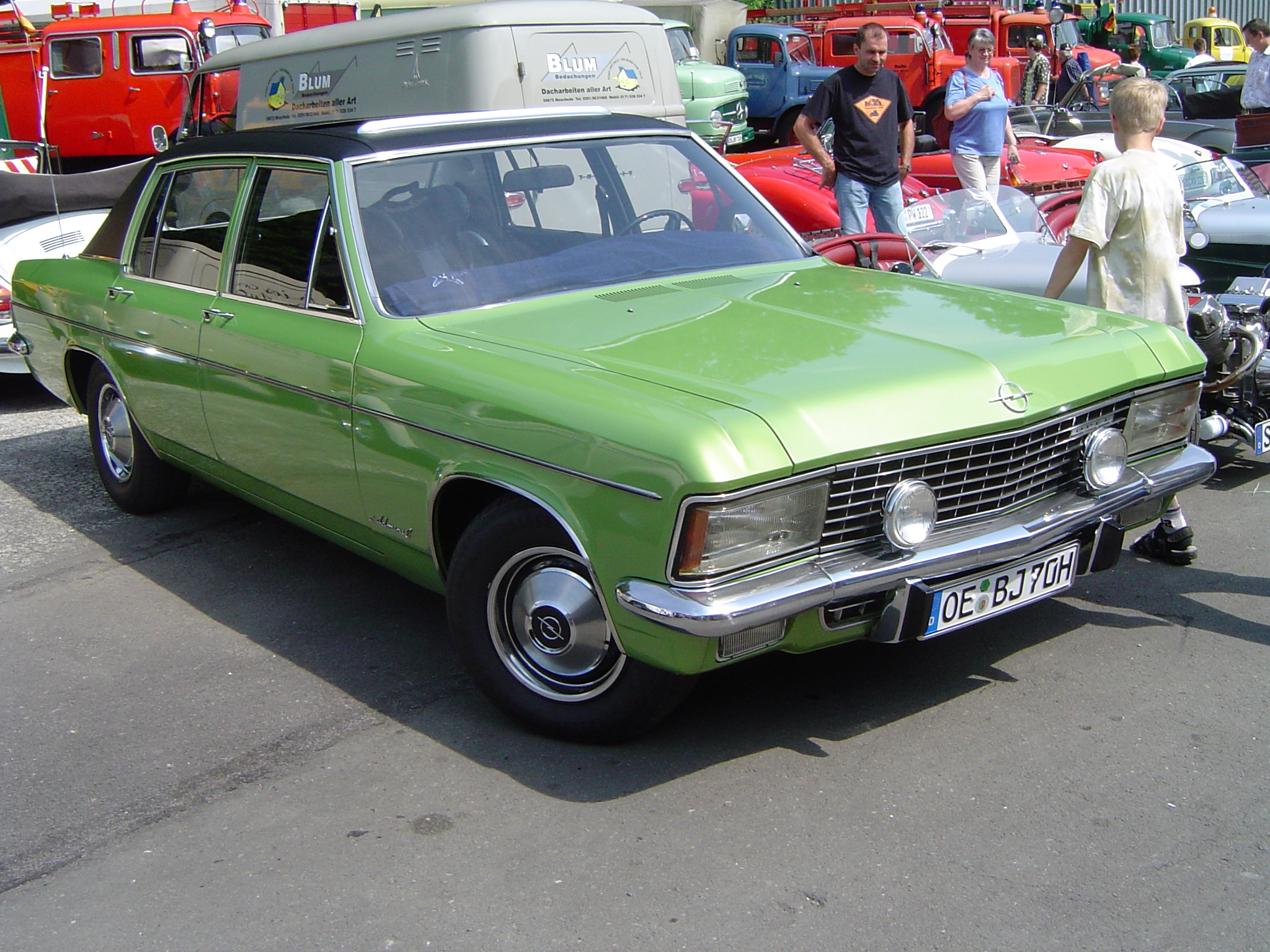
Opel Admiral (1969–1972)
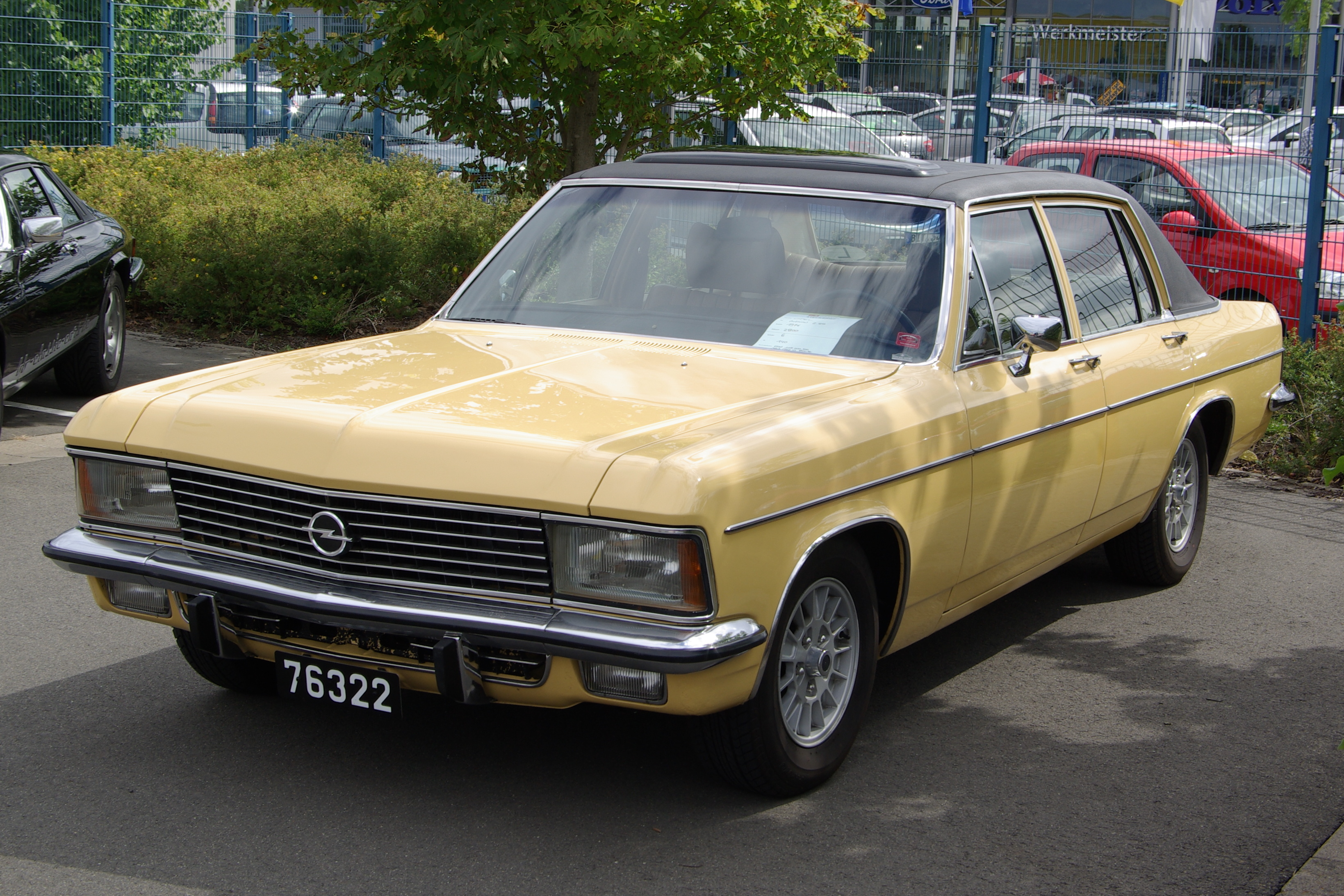
Opel Admiral (1972–1976)
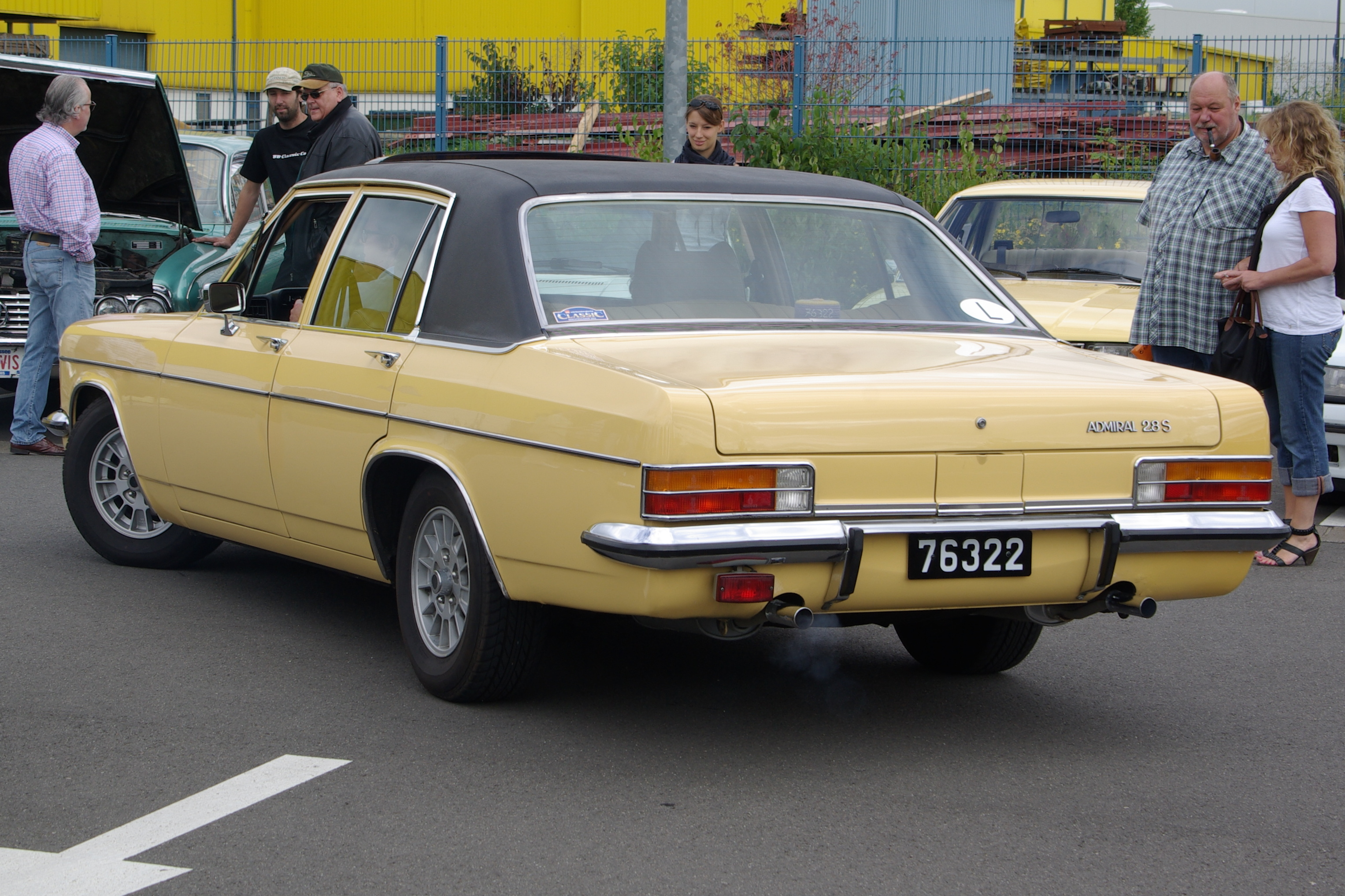
Vue arrière
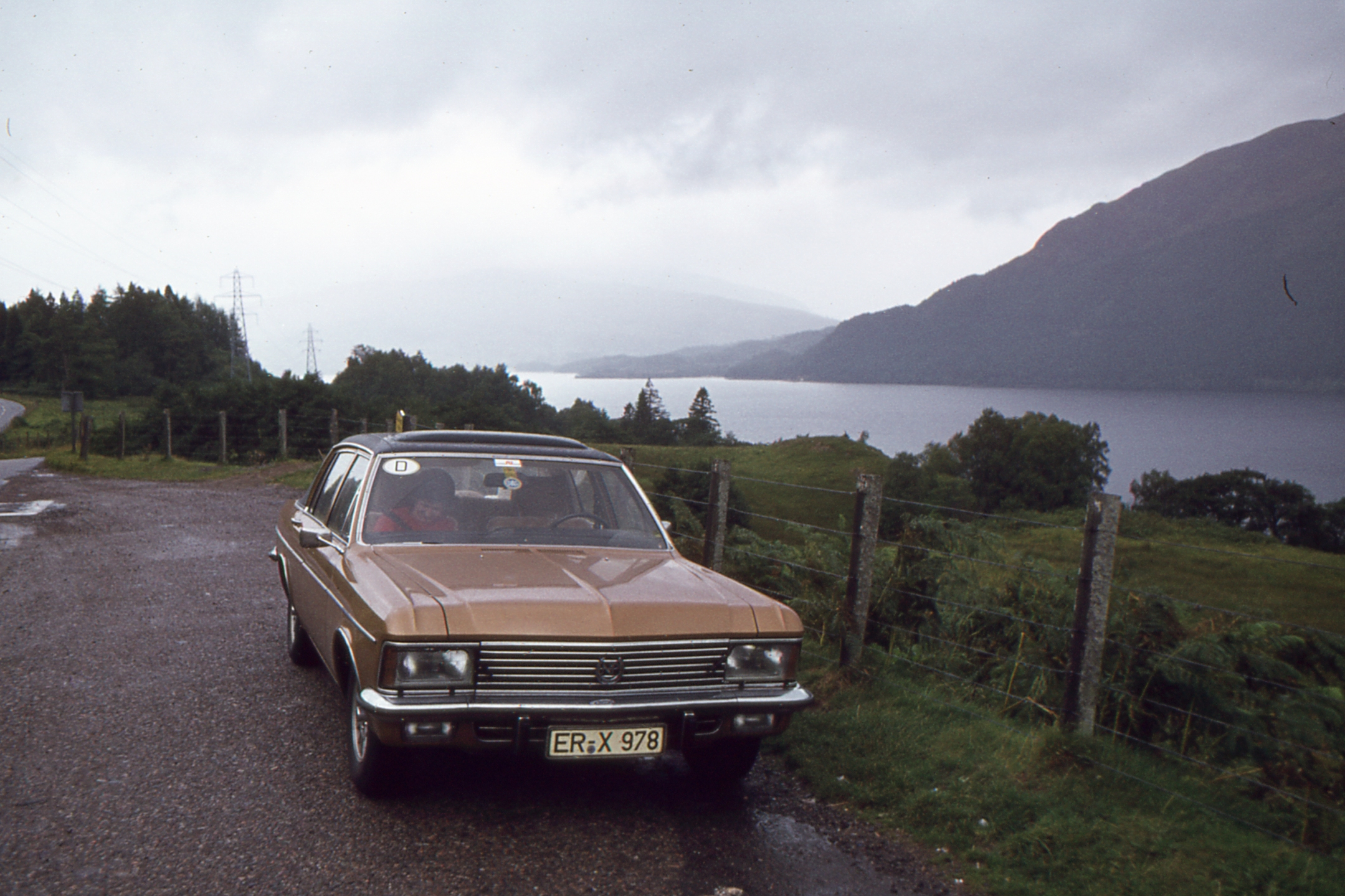
Opel Admiral (1972–1976)
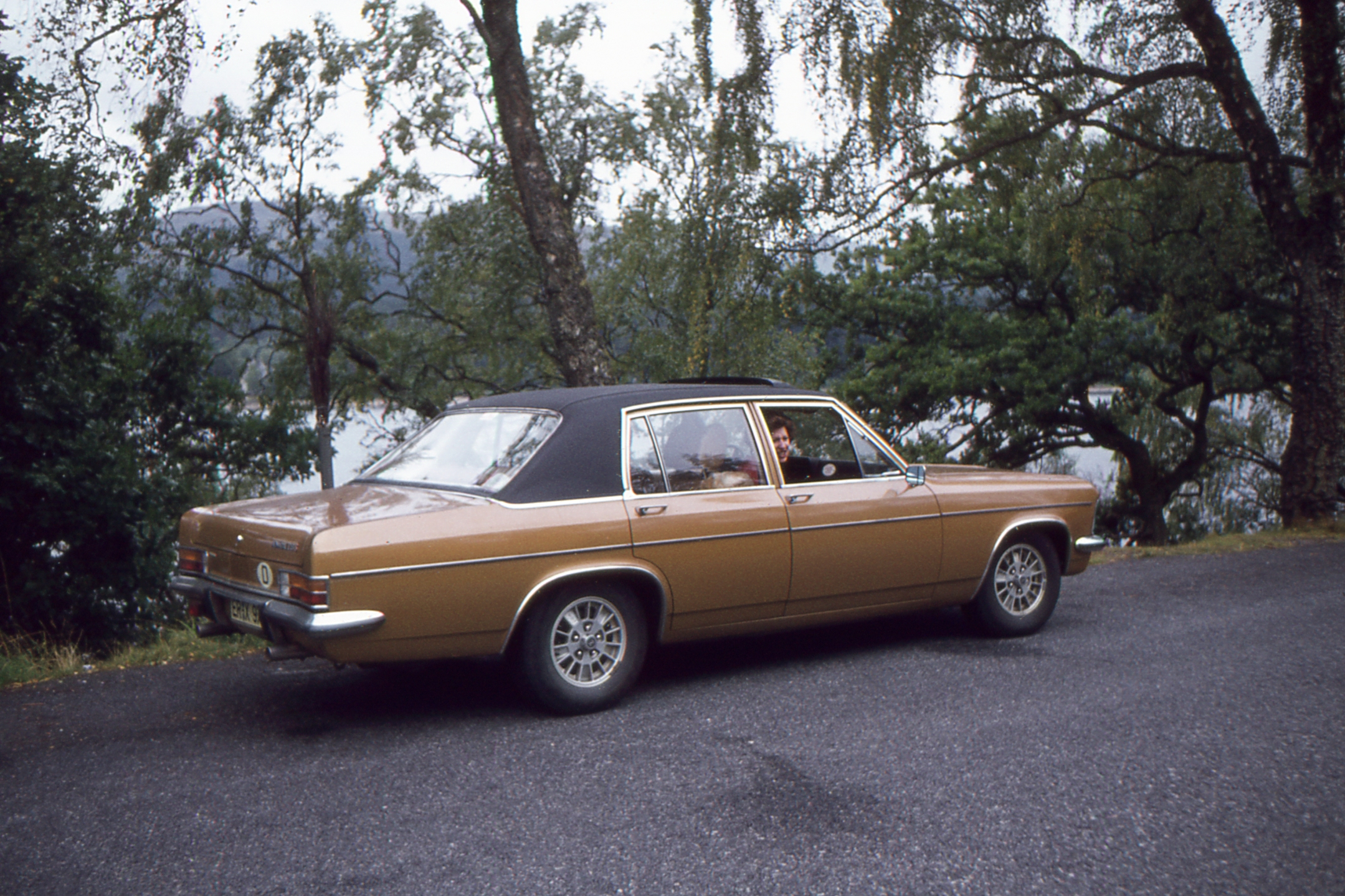
Opel Admiral (1972–1976)

### Diplomat B (1969-1977)
Le Diplomat est toujours disponible avec le moteur six cylindres en ligne de 2,8 litres avec injection dans le collecteur d'admission et une puissance de 118 ou 121 kW (160 ou 165 ch), ainsi qu'avec le moteur huit cylindres en V de Chevrolet de 5,4 litres avec une puissance de 169 kW (230 ch), légèrement amélioré par rapport à sa prédécesseur. Conformément aux vitesses de pointe élevées pouvant être atteintes, les versions 2.8 E équipées de moteurs V8 sont équipées de quatre frein à disque ventilés par l'intérieur.
En avril 1970, la Diplomat V8 avec transmission automatique à trois vitesses coûte 21 556 Deutsche Mark, ce qui, avec l'inflation, correspond à une valeur de 45 400 euros. La Mercedes 300 SEL 3.5 comparable, avec 147 kW (200 ch) et une suspension pneumatique complexe, est plus chère de 35 % à 29 637 Deutsche Mark (62 500 euros aujourd'hui).
L'équipement standard comprend la transmission automatique et la direction assistée, la climatisation, un toit ouvrant électrique, un intérieur cuir, des vitres électriques, des rétroviseurs électriques réglables de l'intérieur, des phares halogènes H4 et une antenne électronique intégrée au pare-brise (standard sur la Diplomat à partir de l'été 1971) sont proposés en option.
En septembre 1972, la Diplomat connait un léger lifting, l'emblème Opel étant déplacé sur la calandre.
À partir de mi-1973, la Diplomat V8 est également disponible en version longue. Début 1976, elle est dotée de jantes en alliage léger, de vitrages colorés et d'un système d'essuie-glace et de lave-phares encastré.
Après l'abandon du nom Admiral pour les versions 2.8 H et 2.8 E en avril 1976, elles continuent à fonctionner sous le nom de Diplomat mais avec l'extérieur de l'Admiral.
La production de la Diplomat B prend fin en juillet 1977.

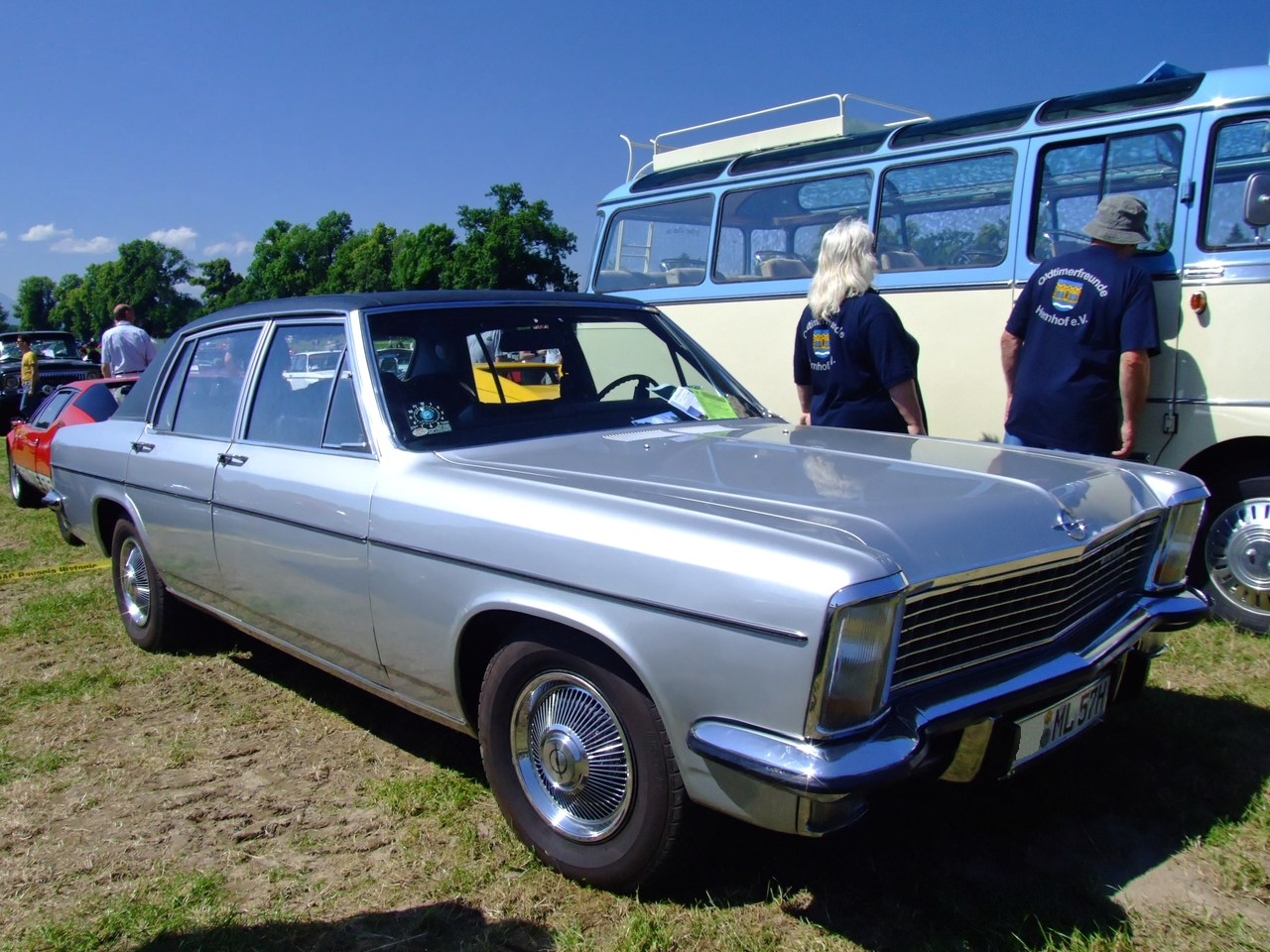
Opel Diplomat (1969–1972)
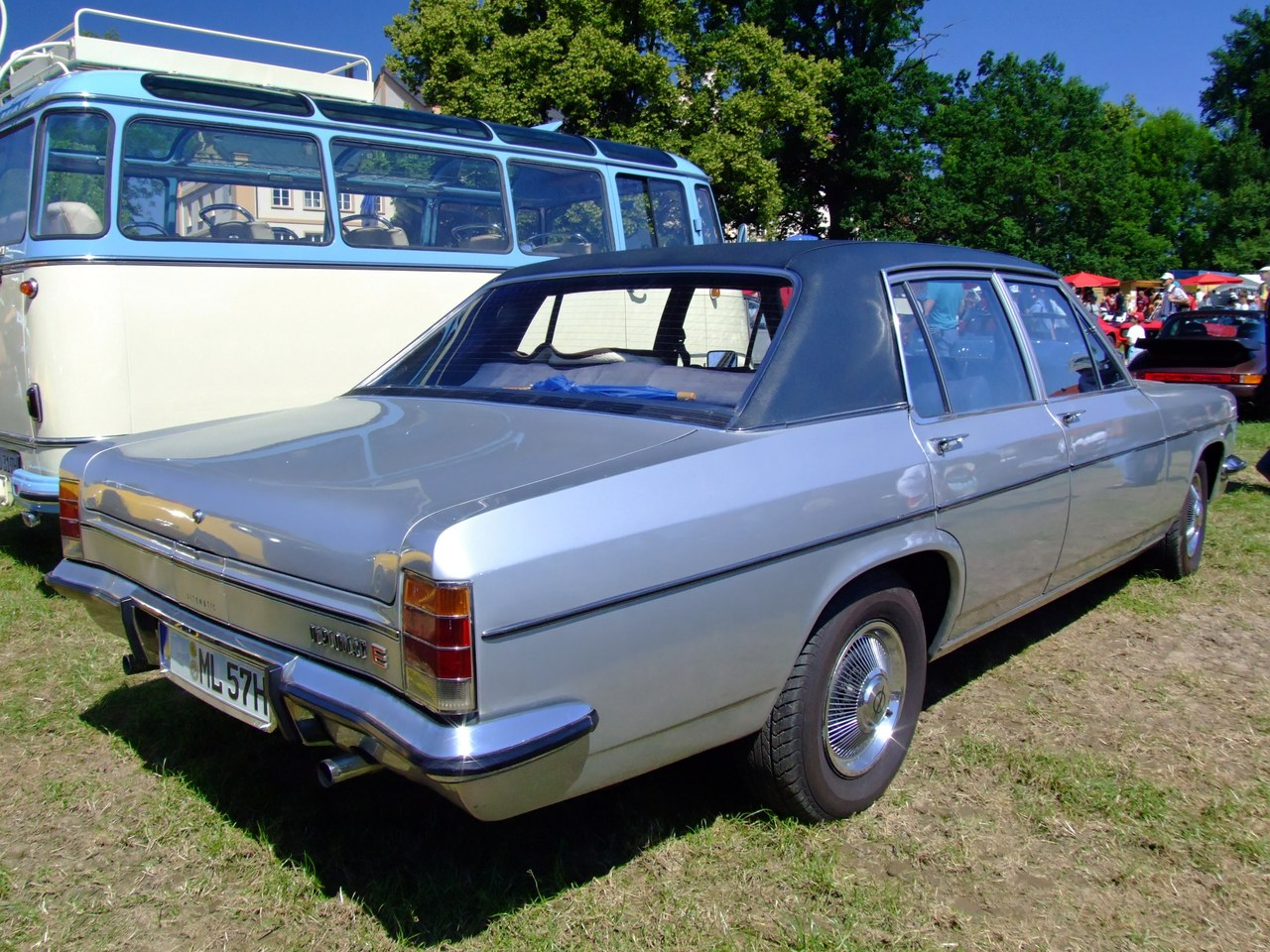
Vue arrière
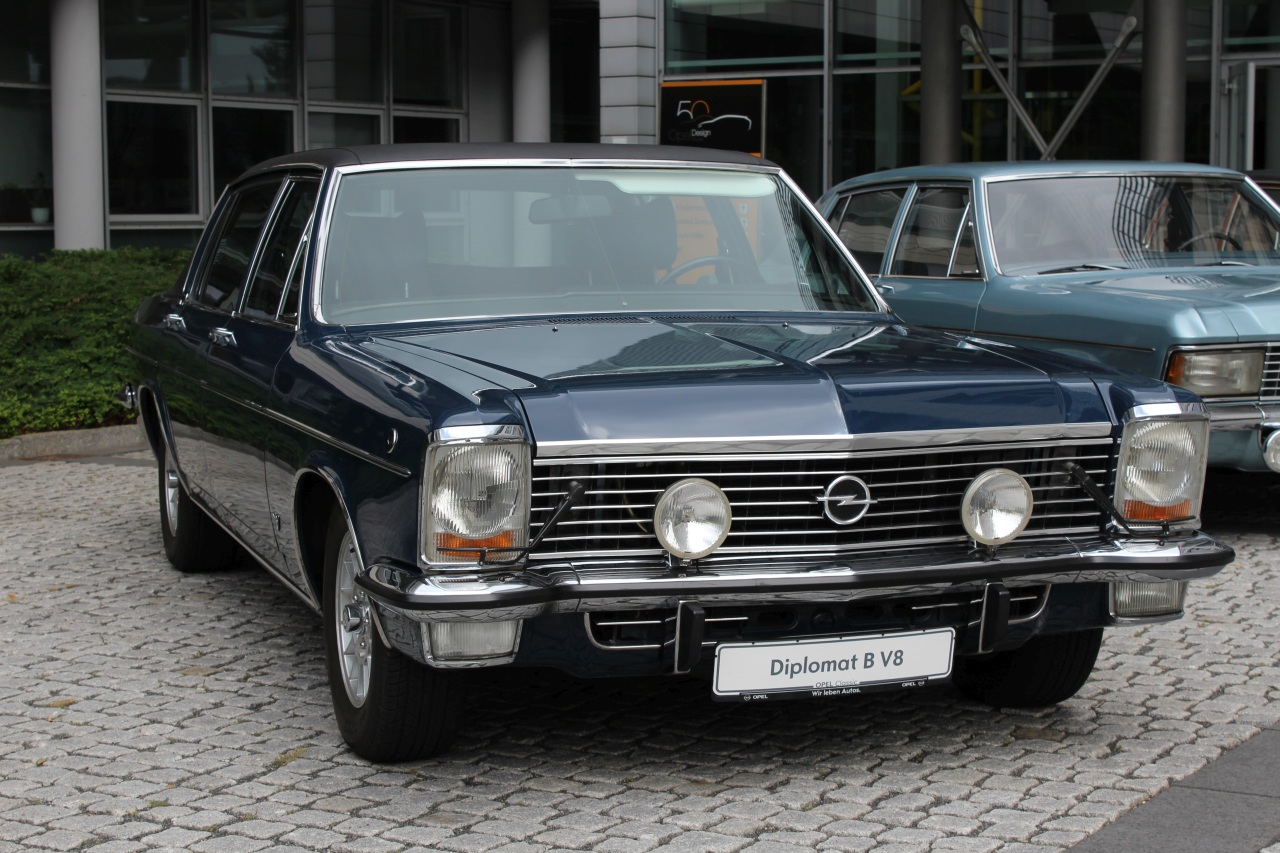
Opel Diplomat (1972–1977)
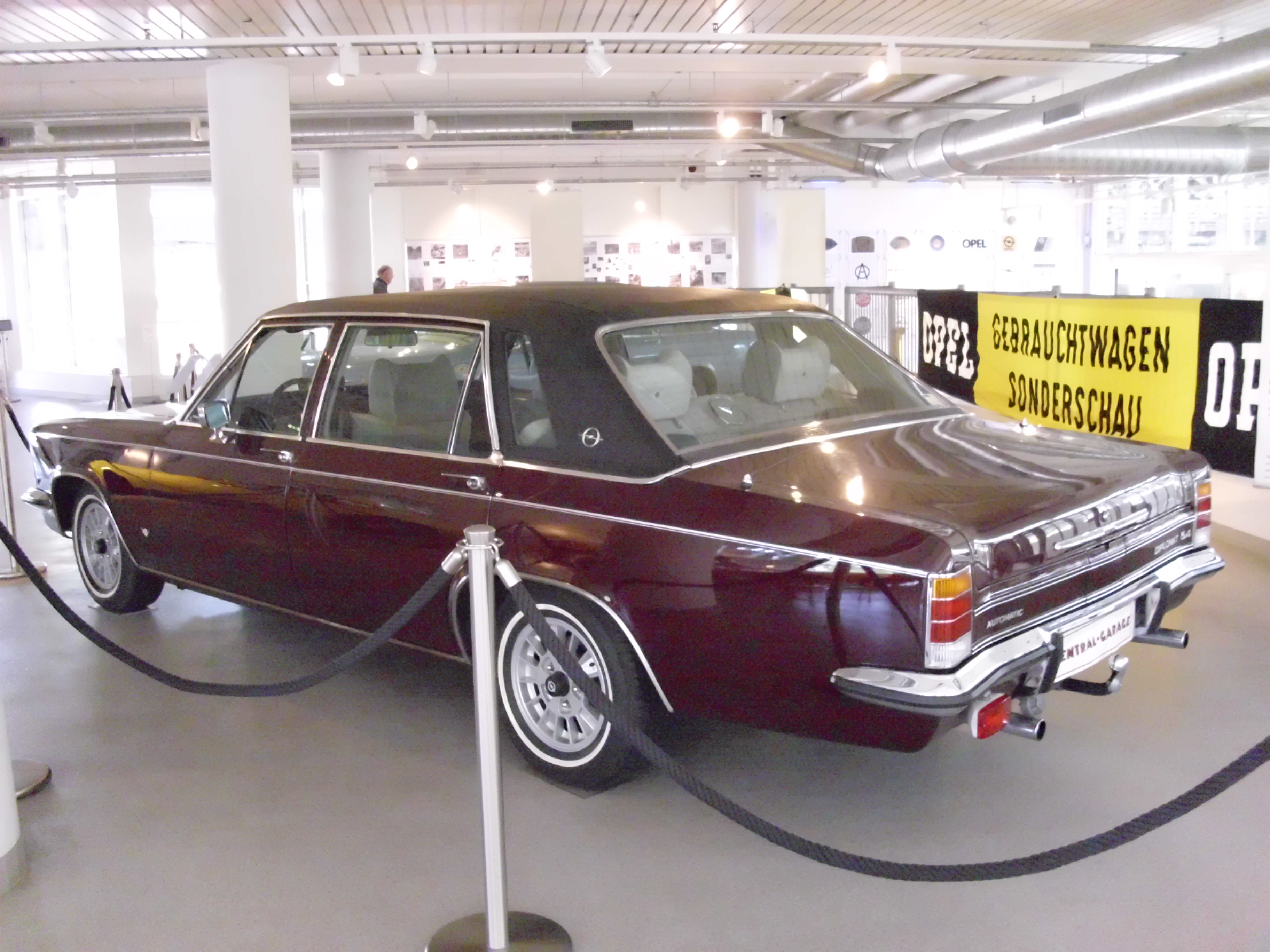
Opel Diplomat, version longue (1974)

## Fin d'une époque
La Diplomat B est généralement reconnue par les experts comme un véhicule de haute qualité technique, mais à partir du milieu des années 1960, la part de marché d'Opel dans la catégorie des luxueuses chute de plus en plus en faveur de Mercedes-Benz et de BMW, surtout après que Mercedes-Benz ait introduit la nouvelle Classe S en 1972 (voir Mercedes-Benz W 116). Le premier choc pétrolier de 1973 provoque une nouvelle crise importante, de sorte que la production chute de 90 pour cent, 1 754 unités en 1974 contre 17 777 en 1969.
La gamme KAD est donc interrompue en juillet 1977. Il n’y a pas de successeur direct et un projet déjà lancé est abandonné. Le modèle haut de gamme Senator et sa variante coupé Monza, disponible à partir d'avril 1978, sont nettement plus petites et, de l'avis de certains auteurs comme Bartels/Manthey, appartiennent à la catégorie grande routière, ce qui ne correspond cependant pas à la représentation d'Adam Opel AG,.
À cette époque, certains concessionnaires Opel profitent du taux de change favorable du dollar et vendent des berlines Chevrolet et Cadillac importées des États-Unis, qui avaient des moteurs identiques et qui appartenaient à General Motors, comme Opel.

## Situation actuelle

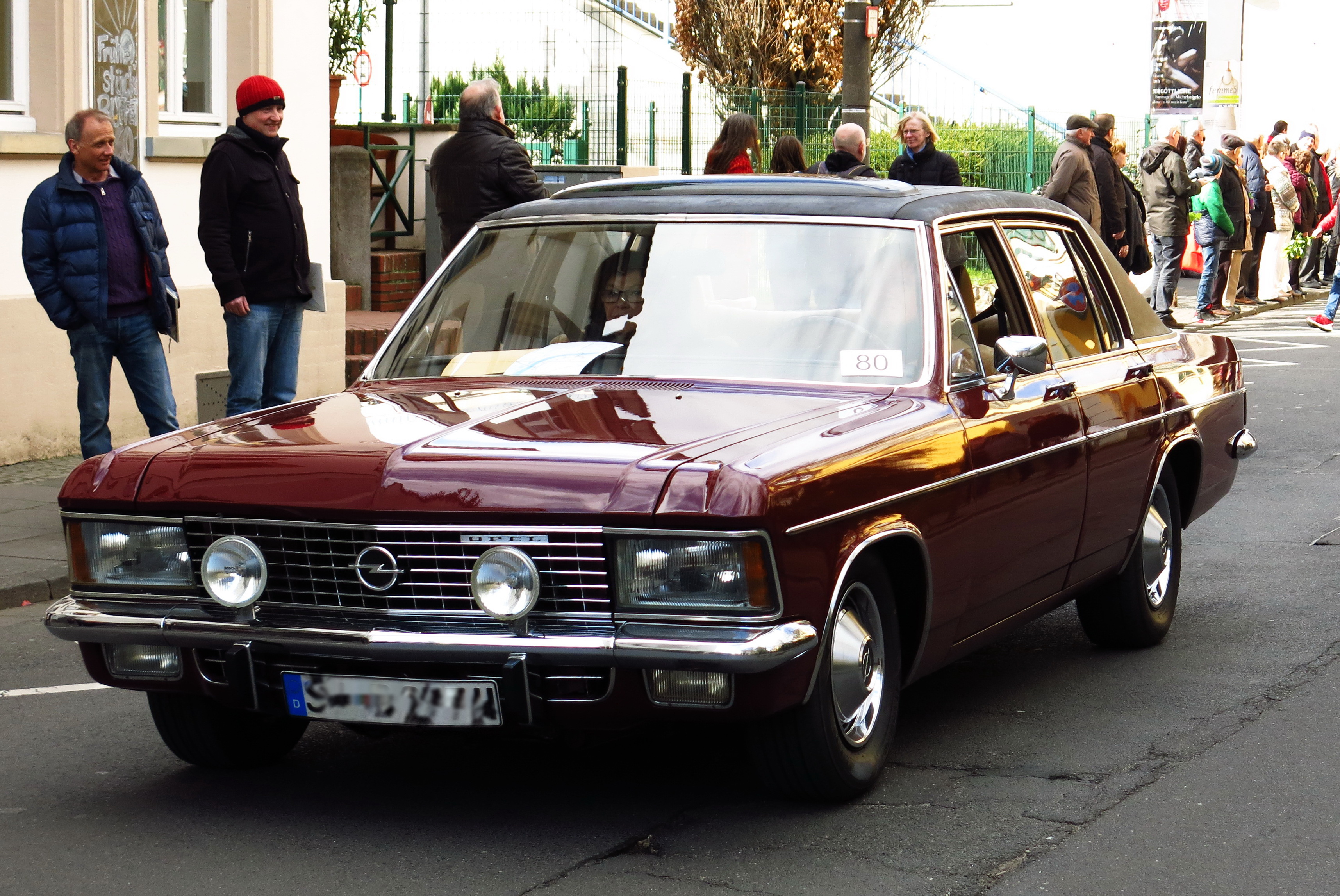
Opel Admiral au meeting de voitures anciennes Beueler Classics (en 2015)

En raison des faibles chiffres de vente, de la transmission des voitures d'occasion à des tiers de moins en moins soignés et du passage du temps, les modèles KAD sont désormais devenus extrêmement rares. De bons exemplaires restaurés et bien entretenus sont désormais vendus à des prix nettement plus élevés que des modèles Mercedes. La situation des pièces de rechange pour les grands modèles d'Opel est également comparativement beaucoup plus difficile, ce qui rend l'entretien et les éventuelles réparations sensiblement plus coûteux. Il ne reste que quelques véhicules de l’ancienne Kapitän d’entrée de gamme, qui étaient dès le départ la plus rare des « trois grandes ».
Selon la Kraftfahrt-Bundesamt, le nombre de KAD B immatriculées en Allemagne au 1er janvier 2015 est de:
- Admiral 2.8 H : 228
- Diplomat V8 : 341
- Kapitän 2.8 H : 111

## Versions spéciales

### Versions de carrosserie spéciales

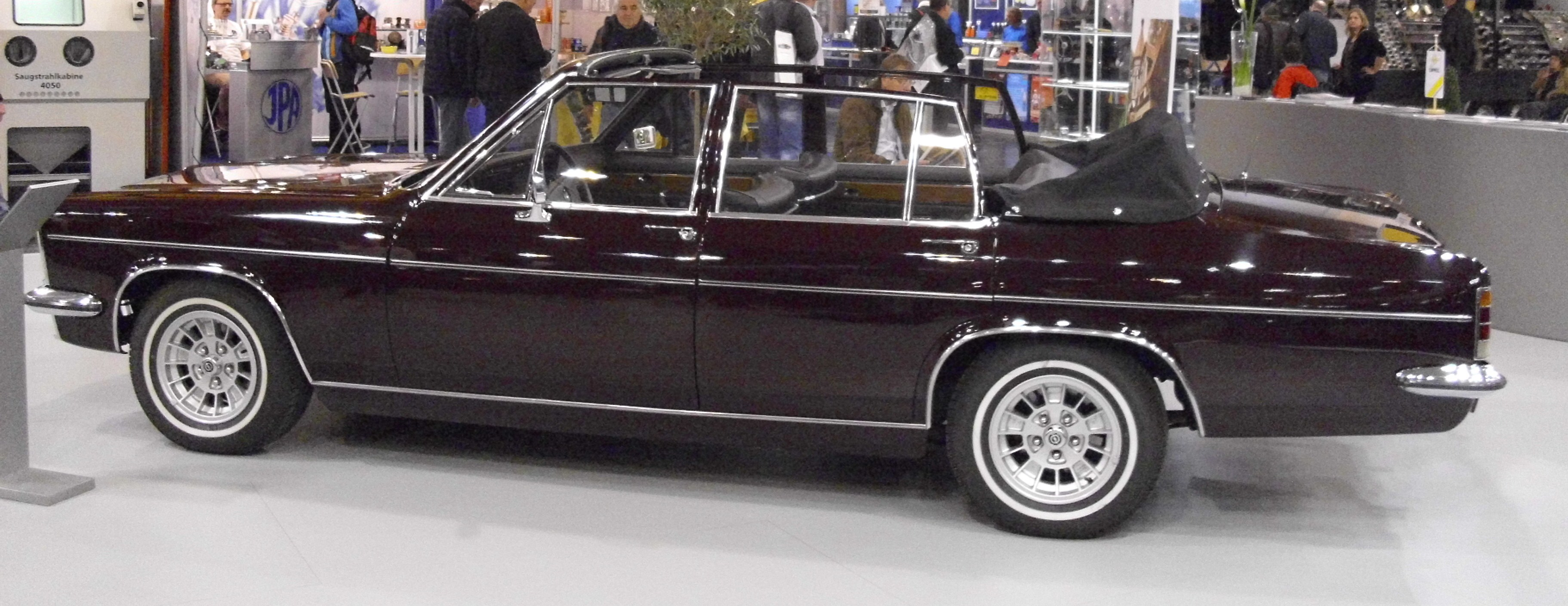
Diplomat en cabriolet quatre portes de la Carrozzeria Fissore

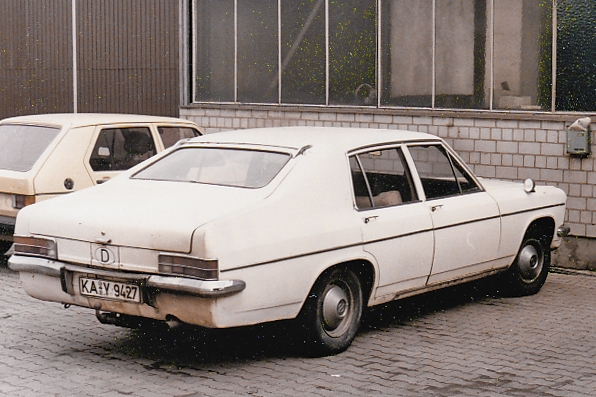
Admiral B avec grand hayon de l'atelier de carrosserie Vogt

La famille KAD propose encore quelques raretés :
- En 1971, Opel fait fabriquer quatre Diplomat cabriolets pour le transport de VIP. Les transformations sont réalisées par les sociétés Carrozzeria Fissore et Karmann. Ces quatre cabriolets sont tous encore en bon état et sont passés en propriété privée.
- Pour les équipes de diffusion de ZDF, l'atelier de carrosserie Vogt de Bad Neuenahr transforme certaines voitures en berlines fastback grand hayon.
- En outre, Vogt a également produit des transformations en break et des corbillards basés sur KAD, ainsi que des ambulances dont les groupes de plancher ont été initialement allongés à Bad Neuenahr avant que la carrosserie ne soit fabriquée chez Miesen à Bonn.
- Lors de la participation de l'usine Opel aux courses de rallye dans les années 1970, il y avait trois breaks Admiral fournis par l'usine. On peut les voir, entre autres, dans les films publicitaires de l'« Opel Euro Dealer Team » pour la participation de Walter Röhrl au Championnat d'Europe des rallyes en tant que mécaniciens et véhicules de transport de pneus aux couleurs de l'équipe de course Ascona-A. On ne sait pas s'il s'agissait de conversions d'usine ou de Vogt.
- Une limousine allongée six portes est restée unique en raison du manque de demande.

### Structures spéciales
En plus de ces versions de carrosserie spéciales, certains véhicules indépendants sont construits sur le même châssis et avec la technologie d'entraînement de la série KAD.

#### Diplomat CD de 1969
En 1969, l'équipe de conception d'Opel, dirigée par Charles « Chuck » Jordan, créé un coupé fastback deux portes avec une partie avant basse et allongée et un grand hayon en verre. Une particularité de ce coupé est une porte rabattable qui remplace les portes conventionnelles : une unité composée du pare-brise, des parties de toit et des parties latérales est fixée sur des charnières et peut être ouverte pour donner accès à l'habitacle. Un prototype prêt à rouler de ce coupé  est produit en quelques mois avec la technique d'entraînement et le châssis de la Diplomat V8. Le coupé est présenté au Salon de l'automobile de Francfort en 1969 et y a fait sensation. Il est considéré comme un précurseur conceptuel de la Bitter CD. Le véhicule est utilisé par Chuck Jordan à des fins privées pendant de nombreuses années après son exposition.

#### Coupé Frua Diplomat
Pour le Salon de l'automobile de Francfort 1969, le studio de design italien Pietro Frua conçoit un coupé tricorps de conception conventionnelle avec le châssis et la technique de transmission d'une Diplomat 2.8. Dans son ensemble, la ligne du coupé rappelle celle de la Glas V8 (également conçue par Frua). Le nouveau design de Frua diffère de ce modèle, qui est ensuite abandonné, principalement par sa partie avant plus simple avec des doubles phares ronds. La similitude évidente entre les deux modèles est utilisée à plusieurs reprises par la presse pour qualifier le design Opel de Frua de « Glasomat ». Un seul exemplaire du coupé spécial a été produit. La voiture existe toujours; elle est actuellement en Allemagne.

#### Frua Diplomat CD
Un an après la sensationnel Diplomat coupé de Chuck Jordan, Pietro Frua produit pour le compte d'Opel une version révisée de ce modèle qui, contrairement à l'original, est destinée à la production en série. La base technique est la Diplomat V8. Frua adopte la disposition de base, mais modifie de nombreux détails tels que la ceinture de caisse et la partie arrière, qui reçoit des vitres latérales supplémentaires. Surtout, la porte élaborée est supprimée et remplacée par des portes conventionnelles. Un véhicule de couleur argentée est présenté au public au Mondial de l'Automobile de Paris 1970.
Frua produit deux exemplaires de ce modèle;, les deux véhicules existent toujours.

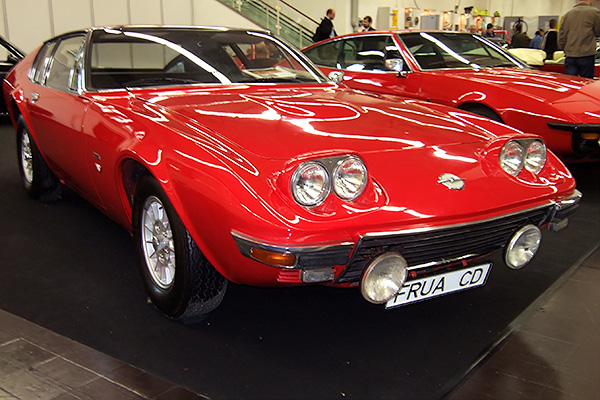
Frua Diplomat CD

### Modèles d'autres fabricants basés sur la gamme KAD

#### Intermeccanica Indra
À partir du printemps 1971, un total de 125 exemplaires de l'Intermeccanica Indra sont produits en Italie en coupé avec une carrosserie à malle ou à hayon et en cabriolet, basée sur la Diplomat V8. Une poignée d'Indra coupés ultérieures reçoivent une transmission de technologie Ford peu avant la fin de la production début 1975.

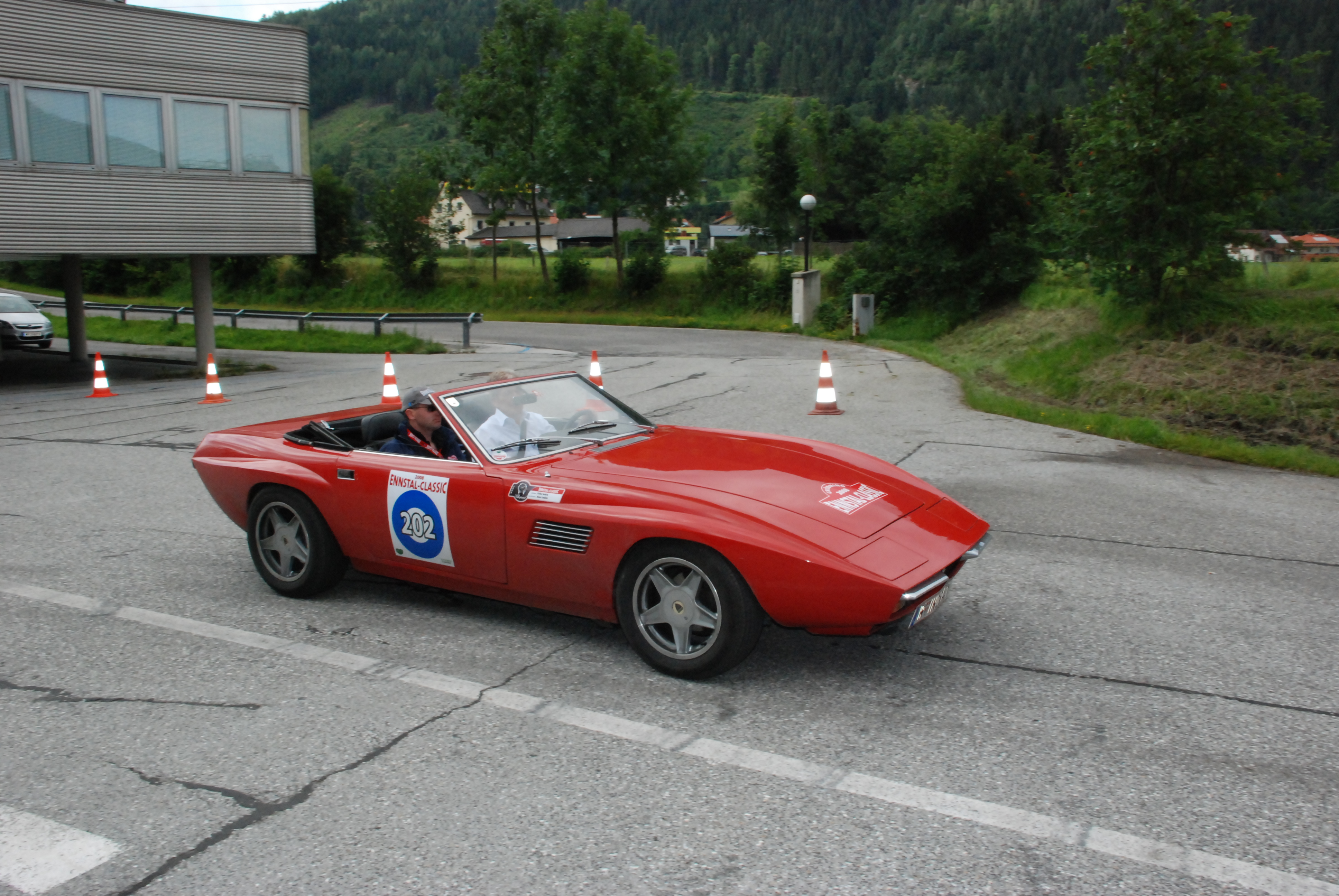
Fritz Indra dans une Intermechanica Indra à l'Ennstal Classic 2008

#### Bitter CD
Article principal : Bitter CD
À partir de la fin de l'été 1973, Bitter GmbH & Co. KG, avec le soutien d'Opel et Baur, construit un coupé appelé Bitter CD, conceptuellement similaire à l'Indra, avec le moteur huit cylindres de 5,4 litres de la Diplomat et une carrosserie à hayon et à phares escamotables.
Au total, 395 exemplaires de la Bitter CD sont produits jusqu'à la fin 1979.

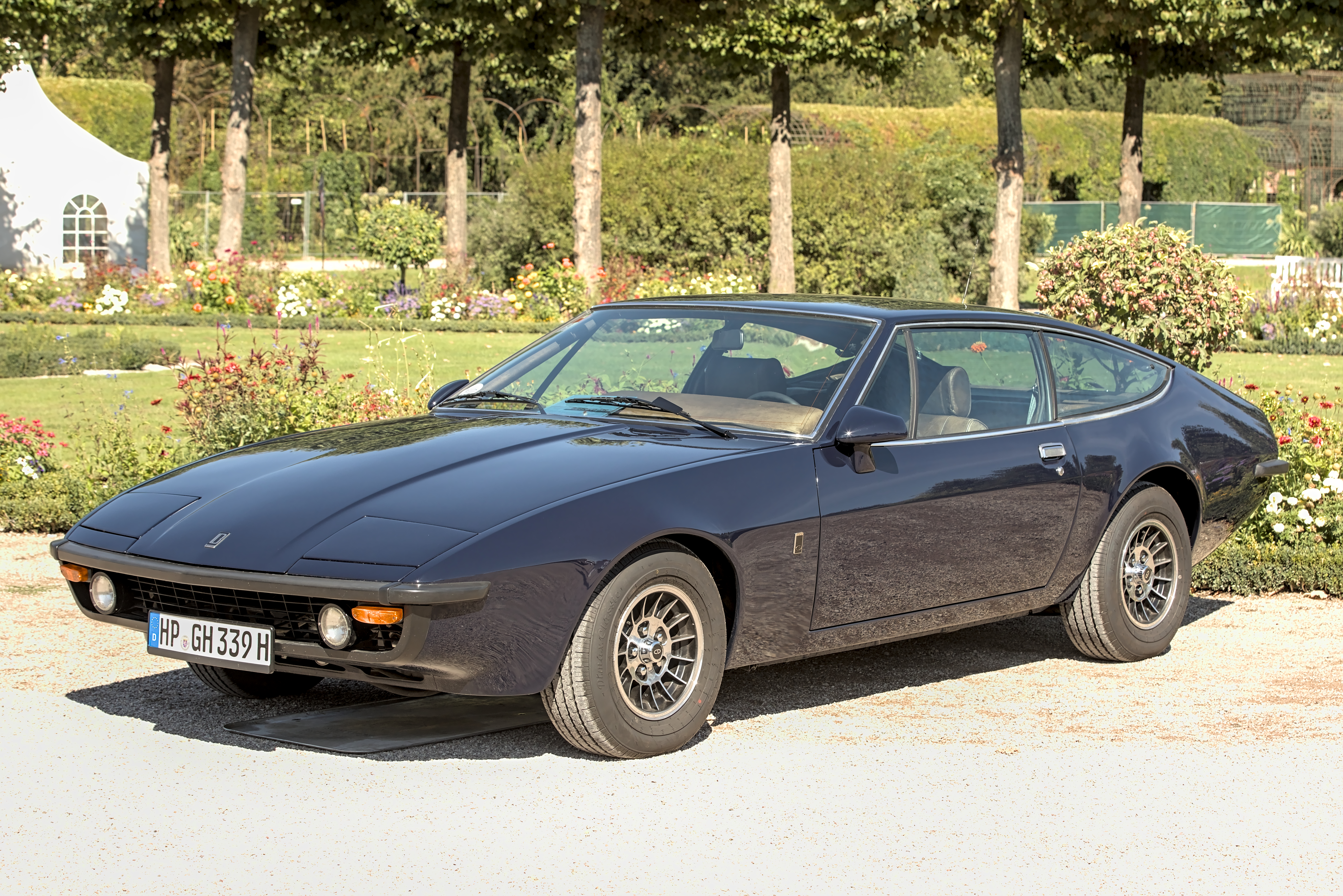
Bitter CD